# Schopfheim
Schopfheim là một đô thị trong huyện Lörrach bang Baden-Württemberg thuộc nước Đức. Đô thị Schopfheim có diện tích 68,01 km², dân số là 19.329 người. Schopfheim nằm bên sông Wiese, 10 km về phía bắc Rheinfelden, và 13 km về phía đông Lörrach. Đây là nơi sinh của Gisela Oeri.